# نادي المحلة
نادي المحلة الرياضي، هو نادي كرة قدم ليبي مقره في طرابلس، ليبيا. تأسس سنة 1977م في محلة الهضبة الخضراء بمدينة طرابلس. فاز النادي بلقبين في الدوري الليبي الممتاز في 1998 ، 1999 في فترة ناجحة في أواخر التسعينيات. 
و فاز بكأس السوبر 1998 و احتل النادي المركز الثاني في عام 1997. 

## تاريخ
كان الاسم الأول له هو نادى الكواكب وسمي بنادى المحلة نسبتا إلى مناسبة المحلة الكبرى في مصر

## إنجازاته
- الدوري الليبي الممتاز: 2
  - أعوام: 1998, 1999
- كأس السوبر الليبي: 1
  - عام : 1998